# لوون آرسلانیان
لوون آرسلانیان (ارمنی: Լեոն Արսլանյան؛ اسپانیایی: León Arslanián‎؛ زادهٔ ۳۰ نوامبر ۱۹۴۱) وکیل، متخصص جرم‌شناسی، قاضی و سیاستمدار ارمنی‌تبار اهل آرژانتین است  وی همچنین در کابینه کارلوس منم سمت وزارت دادگستری و حقوق بشر را برعهده داشت.

## زندگی‌نامه
وی در ۳۰ نوامبر ۱۹۴۱ در بوئنوس آیرس به دنیا آمد و از دانشگاه بوئنوس آیرس فارغ‌التحصیل گشت. 